# Thomas Hay (9e comte de Kinnoull)
Thomas Hay (4 juillet 1710 - 27 décembre 1787) est un pair écossais, un politicien britannique et un érudit. Il est titré vicomte Dupplin puis comte de Kinnoull.

## Famille et éducation
Il est le fils aîné de George Hay (8e comte de Kinnoull) et d'Abigail, fille de Robert Harley, 1er comte d'Oxford et comte Mortimer.
Il fait ses études à la Westminster School, puis à la Christ Church, Oxford.
Le 12 juin 1741, à Oxford Chapel, à Marylebone, il épouse Constantia Ernle, fille unique et héritière de John Kyrle Ernle de Whetham House, Calne. Son arrière-grand-père est Sir John Ernle, qui est Chancelier de l'Échiquier de 1676 à 1689.
Ils ont un fils, né le 12 août 1742 et décédé le 14 octobre 1743. Elle meurt en juillet 1753 et est enterrée à Calne . À la mort de Lady Dupplin, elle laisse son argent à James Money, fils de sa cousine germaine, Elizabeth. Un long procès s'ensuivit entre Kinnoull et Money.
Il accède au comté à la mort de son père le 28 juillet 1758.

## Carrière
En tant que vicomte Dupplin, il est élu à Scarborough en 1736, mais son élection est annulée à la suite d'une requête. Il siège comme député de Cambridge de 1741 à 1758 et acquiert progressivement une position d'influence. Dans les deux derniers parlements, il préside la commission des privilèges et des élections. En 1741, il est nommé l'un des commissaires au revenu d'Irlande et, en 1746, membre de la Commission du Commerce. En 1751, Horace Walpole décrit le comte comme "friand de formes et de bagatelles", mais "pas absolument mauvais orateur". Il joue un rôle de premier plan dans les efforts visant à améliorer la situation en Nouvelle-Écosse. En 1754, Thomas Pelham-Holles le nomme Lords du Trésor. Il sert également comme payeur des forces conjointes de 1755 à 1757.
Il est bien connu dans les milieux politiques et littéraires et ses amis sont notamment Philip Yorke (1er comte de Hardwicke), William Murray et l'archevêque de Cantorbéry, Thomas Secker. Il connait également Alexander Pope, qui l'utilise comme modèle pour le personnage de Balbus dans son épître au Dr Arbuthnot.
Il est Chancelier du duché de Lancastre de 1758 à 1762. En 1759, il remplit les fonctions d'envoyé spécial au Portugal avant de revenir l'année suivante. Après la démission du duc de Newcastle en 1762, Kinnoull dit à George III qu'il soutiendrait le ministre que le roi nommerait. Cependant, lorsque William Cavendish (4e duc de Devonshire) est destitué, Kinnoull démissionne de ses fonctions à cause de son "amitié inviolable" avec Devonshire.
Son dernier poste est chancelier de l'Université de St Andrews de 1765 à sa mort le 27 décembre 1787. Il est inhumé à Aberdalgie .
Le comté passe à son neveu, Robert Hay-Drummond (10e comte de Kinnoull).

## Héritage
Le comté de Duplin, en Caroline du Nord est nommé en l'honneur du vicomte Dupplin. Lempster, New Hampshire, est brièvement nommé Dupplin de 1753 à 1767.